# John Hickton
John Hickton (* 24. September 1944 in Brimington, Derbyshire) ist ein ehemaliger englischer Fußballspieler.

## Sportlicher Werdegang
Hickton rückte Anfang 1964 bei Sheffield Wednesday aus der Jugend in die Profimannschaft auf und debütierte im März des Jahres in der First Division. Bis 1966 gelangen ihm zwar in der Mannschaft um Ron Springett, John Fantham, Colin Dobson und Don Megson 53 Meisterschaftsspielen 21 Tore, er konnte sich jedoch unter Trainer Alan Brown nicht dauerhaft durchsetzen – beim gegen den FC Everton verlorenen Endspiel um den FA Cup 1965/66 gehörte er beispielsweise nicht zum Kader. Daraufhin folgte er einem Angebot des aus der Second Division abgestiegenen FC  Middlesbrough, wo er unter dem neuen Trainer Stan Anderson am Ende der Spielzeit 1966/67 als Vizemeister hinter den Queens Park Rangers direkt wieder aus der Third Division aufstieg. Unter Anderson etablierte sich der Klub direkt in der oberen Tabellenhälfte und spielte zeitweise um den Erstligaaufstieg – Hickton war dabei als regelmäßiger Torschütze ein wichtiges Puzzlestein: in den Spielzeiten 1967/68 (24 Saisontore), 1969/70 (24 Saisontore) und 1970/71 (25 Saisontore) wurde er insgesamt dreimal Torschützenkönig der zweithöchsten englischen Spielklasse. Unter Andersons Nachfolger Jack Charlton gelang am Ende von dessen ersten Spielzeit im Amt als Zweitligameister der Saison 1973/74 der Erstligaaufstieg. Dort kam er jedoch nicht in gleicher Art und Weise zurecht, gewann aber mit der Mannschaft nach einem 1:0-Heimerfolg durch einen Treffer von David Armstrong und ein 0:0-Rückspielremis in den Endspielen um den Anglo-Scottish Cup 1975/76 gegen den FC Fulham einen Titel. Kurze Zeit später wurde er – als nach George Camsell, George Elliott und Brian Clough einer der besten Torschützen der Vereinsgeschichte – im Sommer 1976 an Hull City verliehen. Nach seiner Rückkehr kurzzeitig wieder für den FC Middlesbrough aktiv, wechselte er 1978 in die North American Soccer League. Dort beendete er bei den Fort Lauderdale Strikers seine Profikarriere, ehe er bei Whitby Town im Non-League football seine Karriere ausklingen ließ.